# Rudderow-Klasse
Die Rudderow-Klasse war ein Klasse von 22 Geleitzerstörern, die während des Zweiten Weltkriegs für die United States Navy gebaut wurden.

## Allgemeines
Von den zwischen 1943 und 1945 insgesamt 72 gebauten Einheiten der Klasse wurden 22 als Geleitzerstörer fertiggestellt und davon 21 in Dienst gestellt. Die anderen Einheiten wurden als schnelle Transporter der Crosley-Klasse fertiggestellt und als APDs re-klassifiziert. Weitere geplante Einheiten wurden gegen Ende des Krieges gestrichen oder nicht mehr fertiggestellt.
Die Rudderow-Klasse-Geleitzerstörer wurden für den Konvoi-Begleitdienst erbaut und eingesetzt. Dabei war ihre Hauptaufgabe die Abwehr von U-Boot-Angriffen und wenn möglich die Zerstörung eines oder mehrerer U-Boote.
Die Klasse waren den Geleitzerstörern der Buckley-Klasse, sehr ähnlich: gleicher Rumpf und Maschinenanlage. Der Hauptunterschied bestand in der veränderten Artillerie, zwei 127-mm-Geschütze anstatt 76,2-mm-Geschützen und zwei 40-mm-Zwillingsflakgeschütze anstatt eines 40-mm-Zwillingsflakgeschützes bzw. ein 27-mm-Vierlingsflakgeschütz.
Nach dem Zweiten Weltkrieg wurden die meisten Einheiten an Taiwan, Südkorea, Chile, Mexiko und andere Staaten abgegeben. Die restlichen Einheiten verblieben nach ihrer Außerdienststellung in der Reserveflotte der U.S. Navy, bis sie aus der Flottenliste gestrichen wurden.

## Liste der Einheiten
| Name | Bauwerft                                    | Kiellegung                                        | Stapellauf                                        | Indienststellung                                  | Außerdienststellung                               |
| --- | ------------------------------------------- | ------------------------------------------------- | ------------------------------------------------- | ------------------------------------------------- | ------------------------------------------------- |
| USS Rudderow (DE-224) | Philadelphia Naval Shipyard, Philadelphia   | 15. Juli 1943                                     | 14. Oktober 1943                                  | 14. Mai 1944                                      | 15. Januar 1947                                   |
| USS Day (DE-225) | Philadelphia Naval Shipyard, Philadelphia   | 15. Juli 1943                                     | 14. Oktober 1943                                  | 10. Juni 1944                                     | 16. Mai 1946                                      |
| USS Crosley (DE-226) USS Cread (DE-227) USS Ruchamkin (DE-228) USS Kirwin (DE-229) | Philadelphia Naval Shipyard, Philadelphia   | Als Transporter der Crosley-Klasse fertiggestellt | Als Transporter der Crosley-Klasse fertiggestellt | Als Transporter der Crosley-Klasse fertiggestellt | Als Transporter der Crosley-Klasse fertiggestellt |
| USS Chaffee (DE-230) | Charleston Naval Shipyard, North Charleston | 26. August 1943                                   | 27. November 1943                                 | 9. Mai 1944                                       | 15. April 1946                                    |
| USS Hodges (DE-231) | Charleston Naval Shipyard, North Charleston | 9. September 1943                                 | 9. Dezember 1943                                  | 27. Mai 1944                                      | 22. Juni 1946                                     |
| USS Kinzer (DE-232) USS Register (DE-233) USS Brock (DE-234) USS John Q. Roberts (DE-235) USS William M. Hobby (DE-236) USS Ray K. Edwards (DE-237) USS Arthur L. Bristol (DE-281) USS Truxtun (DE-282) USS Upham (DE-283) | Charleston Naval Shipyard, North Charleston | Als Transporter der Crosley-Klasse fertiggestellt | Als Transporter der Crosley-Klasse fertiggestellt | Als Transporter der Crosley-Klasse fertiggestellt | Als Transporter der Crosley-Klasse fertiggestellt |
| USS Riley (DE-579) | Bethlehem-Hingham Shipyard, Hingham         | 20. Oktober 1943                                  | 29. Dezember 1943                                 | 13. März 1944                                     | 15. Januar 1947                                   |
| USS Leslie L.B. Knox (DE-580) | Bethlehem-Hingham Shipyard, Hingham         | 7. November 1943                                  | 8. Januar 1944                                    | 22. März 1944                                     | 15. Juni 1946                                     |
| USS McNulty (DE-581) | Bethlehem-Hingham Shipyard, Hingham         | 17. November 1943                                 | 8. Januar 1944                                    | 31. März 1944                                     | 2. Juli 1946                                      |
| USS Metivier (DE-582) | Bethlehem-Hingham Shipyard, Hingham         | 24. November 1943                                 | 12. Januar 1944                                   | 7. April 1944                                     | 1. Juni 1946                                      |
| USS George A. Johnson (DE-583) | Bethlehem-Hingham Shipyard, Hingham         | 24. November 1943                                 | 12. Januar 1944                                   | 15. April 1944                                    | September 1957                                    |
| USS Charles J. Kimmel (DE-584) | Bethlehem-Hingham Shipyard, Hingham         | 1. Dezember 1943                                  | 15. Januar 1944                                   | 20. April 1944                                    | 15. Januar 1947                                   |
| USS Daniel A. Joy (DE-585) | Bethlehem-Hingham Shipyard, Hingham         | 1. Dezember 1943                                  | 15. Januar 1944                                   | 28. April 1944                                    | 1. Mai 1965                                       |
| USS Lough (DE-586) | Bethlehem-Hingham Shipyard, Hingham         | 8. Dezember 1943                                  | 22. Januar 1944                                   | 2. Mai 1944                                       | 24. Juni 1946                                     |
| USS Thomas F. Nickel (DE-587) | Bethlehem-Hingham Shipyard, Hingham         | 15. Dezember 1943                                 | 22. Januar 1944                                   | 9. Juni 1944                                      | 26. Februar 1958                                  |
| USS Peiffer (DE-588) | Bethlehem-Hingham Shipyard, Hingham         | 21. Dezember 1943                                 | 26. Januar 1944                                   | 15. Juni 1944                                     | 1. Juni 1946                                      |
| USS Tinsman (DE-589) | Bethlehem-Hingham Shipyard, Hingham         | 21. Dezember 1943                                 | 26. Januar 1944                                   | 26. Juni 1944                                     | 11. Mai 1946                                      |
| USS Ringness (DE-590) USS Knudson (DE-591) USS Rednour (DE-592) USS Tollberg (DE-593) USS William J. Pattison (DE-594) USS Myers (DE-595) USS Walter B. Cobb (DE-596) USS Earle B. Hall (DE-597) USS Harry L. Corl (DE-598) USS Belet (DE-599) USS Julius A. Raven (DE-600) USS Walsh (DE-601) USS Hunter Marshall (DE-602) USS Earheart (DE-603) USS Walter S. Gorka (DE-604) USS Rogers Blood (DE-605) USS Francovich (DE-606) | Bethlehem-Hingham Shipyard, Hingham         | Als Transporter der Crosley-Klasse fertiggestellt | Als Transporter der Crosley-Klasse fertiggestellt | Als Transporter der Crosley-Klasse fertiggestellt | Als Transporter der Crosley-Klasse fertiggestellt |
| USS Joseph M. Auman (DE-674) | Dravo Corporation, Pittsburgh               | Als Transporter der Crosley-Klasse fertiggestellt | Als Transporter der Crosley-Klasse fertiggestellt | Als Transporter der Crosley-Klasse fertiggestellt | Als Transporter der Crosley-Klasse fertiggestellt |
| USS DeLong (DE-684) | Fore River Shipyard, Quincy                 | 19. Oktober 1943                                  | 23. November 1943                                 | 31. Dezember 1943                                 | 8. August 1969                                    |
| USS Coates (DE-685) | Fore River Shipyard, Quincy                 | 8. November 1943                                  | 9. Dezember 1943                                  | 24. Januar 1944                                   | 30. Januar 1970                                   |
| USS Eugene E. Elmore (DE-686) | Fore River Shipyard, Quincy                 | 27. November 1943                                 | 23. Dezember 1943                                 | 4. Februar 1944                                   | 31. Mai 1946                                      |
| USS Kline (DE-687) USS Raymon W. Herndon (DE-688) USS Scribner (DE-689) USS Diachenko (DE-690) USS Horace A. Bass (DE-691) USS Wantuck (DE-692) | Bethlehem Steel, Quincy                     | Als Transporter der Crosley-Klasse fertiggestellt | Als Transporter der Crosley-Klasse fertiggestellt | Als Transporter der Crosley-Klasse fertiggestellt | Als Transporter der Crosley-Klasse fertiggestellt |
| USS Holt (DE-706) | Defoe Shipbuilding Company, Bay City        | 28. November 1943                                 | 15. Februar 1944                                  | 9. Juni 1944                                      | 2. Juli 1946                                      |
| USS Jobb (DE-707) | Defoe Shipbuilding Company, Bay City        | 20. Dezember 1943                                 | 4. März 1944                                      | 4. Juli 1944                                      | 13. Mai 1946                                      |
| USS Parle (DE-708) | Defoe Shipbuilding Company, Bay City        | 8. Januar 1944                                    | 25. März 1944                                     | 29. Juli 1944                                     | 1. Juli 1970                                      |
| USS Bray (DE-709) | Defoe Shipbuilding Company, Bay City        | Januar 1944                                       | 15. April 1944                                    | 4. September 1944                                 | 10. Mai 1946                                      |
| USS Gosselin (DE-710) USS Begor (DE-711) USS Cavallaro (DE-712) USS Donald W. Wolf (DE-713) USS Cook (DE-714) USS Walter X. Young (DE-715) USS Balduck (DE-716) USS Burdo (DE-717) USS Kleinsmith (DE-718) USS Weiss (DE-719) USS Carpellotti (DE-720) | Defoe Shipbuilding Company, Bay City        | Als Transporter der Crosley-Klasse fertiggestellt | Als Transporter der Crosley-Klasse fertiggestellt | Als Transporter der Crosley-Klasse fertiggestellt | Als Transporter der Crosley-Klasse fertiggestellt |
| USS Don O. Woods (DE-721) USS Beverly W. Reid (DE-722) | Dravo Corporation, Pittsburgh               | Als Transporter der Crosley-Klasse fertiggestellt | Als Transporter der Crosley-Klasse fertiggestellt | Als Transporter der Crosley-Klasse fertiggestellt | Als Transporter der Crosley-Klasse fertiggestellt |